# Емілія Альперович
Емілія Альперович-Косаковська (ісп. Emilia Alperovich 30 листопада 1917, Кременчук, Україна — 23 червня 2004, Уругвай) — українсько-аргентинська архітекторка, будівельниця й педагогиня, проживала в Уругваї.

## Життєпис
Народилася в 1917 році в Кременчуці, колишній Російській імперії, була записана як Есфір. Згодом, згідно з російськими законами, євреї повинні були приймати російські імена. Її переписали як Людмилу, але називали зменшувально: Мілая або Мілка. Була білошкірою, з трохи заплаканими очима блакитно-сірого кольору, мала пряме каштанове волосся.
Її батько, литовець Авраам Альперович, був лікарем і фармацевтом. Мати, українка Рахіль Косаковська, була медсестрою, письменницею та співачкою. Вона була єдиною дитиною в родині, при тому підтримувала близькі стосунки зі своїми двоюрідними братами та сестрами по батькові.
Труднощі, з якими історично стикалися євреї при інтеграції в різні європейські спільноти, залишалися актуальними в ті роки, навіть ще більше посилилися після революції в Росії. Попри те, що Рахіль була войовничою більшовичкою, родина вирішила емігрувати з України в 1920 році. Підбадьорені присутністю в Аргентині дядька по батьківській лінії разом із кількома родичами, вони вирушили в подорож через Німеччину, де пробули два роки.
Вони прибули до Буенос-Айреса на човні після двох місяців подорожі. Мілка, Авраам і Рахіль змінили свої імена на кастильські: Емілія, Алехандро і Ракель (відповідно до вимог аргентинських правил). Вони оселилися в Мендосі. Алехандро був лікарем передвиборчої кампанії, пройшов медичну переатестацію, щоб продовжити свою кар'єру у Буенос-Айресі, куди вони переїхали.
З дитинства Емілія хворіла на туберкульоз і шість місяців прожила в Кордові, щоб одужати. Після закінчення середньої школи Мілка відвідує авіаційні курси й починає вивчати архітектуру.
Після зникнення Амелії Ергарт у 1937 році, батько Мілки заборонив їй надалі відвідувати авіаційні курси. Тепер більше часу вона приділяє архітектурі, хоча й тут виникають труднощі, адже на її курсі навчалися дві жінки, обидві єврейки, які були об'єктом кількох анонімних доносів проти них з особливими емоційними наслідками, враховуючи зростання нацизму в ті часи.
1943 року Емілія отримала диплом архітектора та вийшла заміж за свого першого чоловіка. 1946 року народився її перший син Карлос Шварц.
Родина Альперовичів стала частими дачниками Піріаполіса, коли побудувала там будинок. Там Мілка зустріла Хосе Луїса Інверніцці, більш відомого як «Тола». Емілія розлучилася в 1948 році з наміром створити пару з Толою. Виникало багато труднощів, тому пара залишилася в Буенос-Айресі. Її син Карлос залишився з батьком, а вона переїхала в Піріаполіс. У 1950 році вона одружилася з «Толою» і незабаром після цього підтвердила свій фах в Уругваї та почала працювати за фахом у Піріаполісі. У шлюбі народилося двоє дітей: Маріо Інверніцці (1952) і Клаудіо Інверніцці (1956).
Між 1976 і 1985 роками з політичних мотивів і за наявність аргентинського громадянства, після перебування в жіночій в'язниці Трейнта-і-Трес, її депортовано з країни. Свої десять років вигнання провела у Буенос-Айресі, тоді як Карлоса було вислано до Іспанії, Маріо та Клаудіо були ув'язнені, а чоловіка Емілії ув'язнювали кілька разів з перервами.

## Праці
З першої половини 1950-х років Мілка працювала архітекторкою у Піріаполісі. За її словами, у професійних питаннях вона багато в чому завдячує командній роботі з офіцерами та старшинами, зокрема з родиною Ріверо (з якою пропрацювала багато років). Вона була архітекторкою, сама любила лазити по риштуваннях і керувати роботою, малювати та проєктувати.
На творчість Мілки помітно вплинув архітектурний раціоналізм. Серед її праць — сотні будинків, деякі будівлі, спортзали, поліклініки, навчальні приміщення та поліційна дільниця. Більшість з них розташовані в Піріаполісі, є кілька й в Пан-де-Асукарі, Пунта-дель-Есте, Буенос-Айресі та курортах на заході Мальдонадо.
Проєкти Баугаузу стали для неї великим натхненням, спонукаючи створювати меблі для деяких своїх будівель. Її визначальними матеріалами є залізо та бетон, до яких іноді додавала облицювальний легкий камінь та венецитасні покриття. Починає також додавати елементи живопису (фрески) як елементи композиції.
У 1963 році вона завершує проєкт Liceu de Piriápolis. У цій же середній школі вона викладає малювання та історію мистецтва.
7 червня 2016 року Департамент Intendencia de Maldonado вирішив назвати на честь Емілії Альперович транспортну артерію, розташовану між вулицями др. Ектора Барріса і Хасінто Трапані у місті Піріаполіс. На вулиці її імені знаходиться меморіальна дошка на її честь.